# Rithvik Čoudary Bollípalli
Rithvik Čoudary Bollípalli (* 17. ledna 2001 Hajdarábád) je indický profesionální tenista, deblový specialista. Ve své dosavadní kariéře na okruhu ATP Tour vyhrál dva deblové turnaje. Na challengerech ATP a okruhu ITF získal dvanáct titulů ve čtyřhře.
Ve čtyřhře žebříčku ATP byl nejvýše klasifikován v březnu 2025 na 65. místě.
V indickém daviscupovém týmu debutoval v roce 2025 novodillískou baráží 1. světové skupiny proti Togu, v níž vyhrál čtyřhru po boku Srirama Baladžiho. Indové zvítězili 4–0 na zápasy. Do září 2025 v soutěži nastoupil k jedinému mezistátnímu utkání s bilancí 0–0 ve dvouhře a 1–0 ve čtyřhře.

## Tenisová kariéra
Na okruhu ATP Tour debutoval červencovou čtyřhrou Hall of Fame Open 2024 na newportské trávě. S krajanem Nikim Kalijandou Púnačou v úvodu nestačili na Australany Luka Savilla a Aleksandara Vukice. První zápasy vyhrál na říjnovém Almaty Open 2024, kde s krajanem Ardžunem Kadhem ovládli celý turnaj. Ve čtvrtfinále vyřadili druhé nasazené Francouze Sadia Doumbiu s Fabienem Reboulem. Ve finále pak zdolali Kolumbijce Nicoláse Barrientose s Tunisanem Skanderem Mansourim. Průběh rozhodujícího supertiebreaku otočili ze stavu bodů 6–9. Po odvrácení pěti mečbolů proměnil první kariérní finále na túře ATP v titul. Po skončení debutoval v elitní stovce deblového žebříčku ATP, když mu 21. října 2024 patřila 85. pozice.
Do semifinále čtyřhry halového Moselle Open 2024 v Metách postoupil s Portugalcem Franciscem Cabralem. Ve čtvrtfinále přehráli turnajové jedničky Santiaga Gonzáleze s Édouardem Rogerem-Vasselinem. Do souboje o titul je však nepustili Francouzi Pierre-Hugues Herbert s Albanem Olivettim. Do grandslamu poprvé zasáhl v deblu Australian Open 2025 po boku Američana Ryana Seggermana. Časnou porážku však utržili od pozdějších vítězů, Fina Harriho Heliövaary a Brita 
Henryho Pattena. Druhou trofej ATP vybojoval ve čtyřhře únorového Chile Open 2025, konané na santiagské antuce, s Kolumbijcem Nicolásem Barrientosem, s nímž navazál spolupráci na Dallas Open 2025. V závěrečném utkání porazili nejvýše nasazené Argentince Máxima Gonzáleze a Andrése Molteniho ve dvou setech. Bodový zisk jej 3. března 2025 posunul na nové žebříčkové maximum, 65. místo deblové klasifikace.

## Finále na okruhu ATP Tour

### Čtyřhra: 2 (2–0)
| Legenda                   |
| ------------------------- |
| Grand Slam (0)            |
| Turnaj mistrů (0)         |
| ATP Tour Masters 1000 (0) |
| ATP Tour 500 (0)          |
| ATP Tour 250 (2–0)        |

| Stav  | č. | datum       | turnaj              | kategorie | povrch    | spoluhráč          | soupeři ve finále                   | výsledek               |
| ----- | -- | ----------- | ------------------- | --------- | --------- | ------------------ | ----------------------------------- | ---------------------- |
| Vítěz | 1. | říjen 2024  | Almaty, Kazachstáan | ATP 250   | tvrdý (h) | Ardžun Kadhe       | Nicolás Barrientos Skander Mansouri | 3–6, 7–6(7–3), [14–12] |
| Vítěz | 2. | březen 2025 | Santiago, Chile     | ATP 250   | antuka    | Nicolás Barrientos | Máximo González Andrés Molteni      | 6–3, 6–2               |

## Tituly na challengerech ATP
| Legenda         |
| --------------- |
| Challengery (4) |

### Čtyřhra (4 tituly)
| Č. | datum         | turnaj                  | okruh      | povrch    | spoluhráč             | poražení finalisté                 | výsledek          |
| -- | ------------- | ----------------------- | ---------- | --------- | --------------------- | ---------------------------------- | ----------------- |
| 1. | říjen 2023    | Olbia, Itálie           | Challenger | tvrdý     | Ardžun Kadhe          | Ivan Sabanov Matej Sabanov         | 6–1, 6–3          |
| 2. | březen 2024   | San Luis Potosí, Mexiko | Challenger | antuka    | Niki Kalijanda Púnača | Antoine Bellier Marc-Andrea Hüsler | 6–3, 6–2          |
| 3. | duben 2024    | Acapulco, Mexiko        | Challenger | tvrdý     | Niki Kalijanda Púnača | Luke Johnson Skander Mansouri      | 7–6(7–4), 7–5     |
| 4. | listopad 2024 | Rovereto, Itálie        | Challenger | tvrdý (h) | Sriram Baladži        | Théo Arribagé Francisco Cabralé    | 6–3, 2–6, [12–10] |